# Gesellschaft der vereinigten Kaufleute
Die Gesellschaft der vereinigten Kaufleute (la Compagnie des Négociants réunis) war ein Konsortium französischer Kaufleute, dessen Aktivitäten 1805 den französischen Staat an den Rand des Bankrotts brachten.

## Beteiligte Personen
Mitglieder der Gesellschaft der vereinigten Kaufleute waren:
- Gabriel-Julien Ouvrard, Armeelieferant, Bankier und Spekulant. Er war die Seele der ganzen Affäre.[1]
- Ignace-Joseph Vanlerberghe, Armeelieferant, Getreidehändler.
- Armand-Jean-François Seguin, Unternehmer und Ingenieur, Erfinder von chemischen Verfahren zur beschleunigten Gerbung von Leder.
- Pierre Narcisse Dorothée Michel (l'aîné) und dessen jüngerer Bruder Marc Antoine Grégoire Michel (le jeune),[2] Armeelieferanten.

In der Zeit von Ouvrards Entsendung nach Spanien durch Napoleon vertrat ihn als Vorsitzender der Gesellschaft:
- Médard Desprez, Mitglied des Verwaltungsrates der Bank von Frankreich und Angestellter der vereinigten Kaufleute.

## Zweck des Zusammenschlusses
Da die Zahlungsverpflichtungen des Staates die Staatseinnahmen überstiegen, fragte der französische Schatzminister François Barbé-Marbois Anfang 1804 bei dem Großkaufmann Gabriel-Julien Ouvrard um 50 Millionen Franken (Francs) nach. Ouvrard half sofort aus, doch befanden sich unter den eingezahlten 50 Millionen auch ungedeckte Zahlungsanweisungen über 20 Millionen Franken. Diese schuldete die Regierung ihm für Lieferungen. Der ihm daraus entstandene Vorteil war, dass es später einfacher sein würde ein Darlehen zurückzufordern, als Lieferungsschulden einzutreiben. Als Sicherungen gab es Obligationen der Generalsteuereinnehmer (receveurs généraux), die so gut waren wie bares Geld. Es bestanden spezielle Regelungen für jene Anleihen der Einnehmer über die Steuern und die Zölle:
- Sie durften nicht diskontiert werden.
- Sie hatten ausschließlich zur Deckung der ministeriellen Anweisungen zu dienen.
- Sie sollten nicht weiterverkauft werden.

Die Aktion entsprach annähernd der bekannten Methode der Steuerverpachtung.
Mitte des Jahres war die Regierung abermals in Geldschwierigkeiten, wieder bekam sie gegen Obligationen im Wert von 150 Millionen Franken nur 102 Millionen bar ausgezahlt, den Rest in unbezahlten Anweisungen des Kriegsministeriums aus zurückliegenden Lieferungen. Diesmal hatte sich Ouvrard zur Bewältigung der Aufgabe mit Berufskollegen zusammengetan. Es entstand die Gesellschaft der vereinigten Kaufleute. Sie erregte Aufmerksamkeit und ein Polizeibericht vom 24. September 1804 hielt fest, „dass die neue Agentur Vanlerberghe, Seguin und Gesellschafter Obligationen der Steuereinnehmer für das Jahr XIV“ (das am 23. September 1805 begann) freisetzte. Nur teilweise stimmte jene Beobachtung der Polizei, dass „die Herren des durch Ouvrard eingerichteten Finanzkomitees seit langem in enger Beziehung waren und bei sich bietender Gelegenheit sich gegenseitig als Bürgen bedienten“. Ouvrard war Seguin tatsächlich wenige Tage vor der gemeinsamen Tätigkeit erstmals auf einer Jagd begegnet.

## Erste Aktivitäten
Im September 1804 machte sich Gabriel-Julien Ouvrard, von Napoleon zum Staatskommissar gemacht, zum Eintreiben geschuldeter Subsidien in Höhe von 36 Millionen Franken auf den Weg nach Spanien. Um das Land überhaupt zahlungsfähig zu machen, gründete er mit Karl IV. die Handelsgesellschaft François Ouvrard & Co. und eine Konsolidierungskasse (Casa de Consolidación). Deren Bankier in Paris wurde Michel le jeune. Mit Hilfe der Handelsgesellschaft sollte nach Gabriel-Julien Ouvrards lang gehegtem Plan unter Verwendung südamerikanischer Staatsgelder eine tragfähige finanzielle Situation der beiden Länder Frankreich und Spanien wiederhergestellt werden. Doch kurz nach Vertragsabschluss machte im Dezember 1804 Englands Kriegserklärung an Spanien die Ankunft der Piaster sehr zufallsabhängig. Angeraten schien nun die Inanspruchnahme der Hilfe eines in einem neutralen Staate gelegenen Handelshauses, gewählt wurde Hope & Co. in den Niederlanden. Damit ergab sich eine Lage, in der Spanien und die Fata Morgana des mexikanischen Silbergeldes zum Dreh- und Angelpunkt wurden und in der sich eine zunehmende Vermischung von Staatsinteressen mit Spekulationsabsichten und Ehrgeiz seitens Ouvrard abzeichnete.
Ouvrard tätigte die erste Subsidienzahlung an Frankreich aus eigener Tasche – Spanien wurde sein Schuldner – und stattete die Konsolidierungskasse als Anschubfinanzierung mit wertvollen französischen Obligationen aus. Im französischen Staatsschatz wurden im Gegenzug spanische Obligationen untergebracht, nominal gleichwertig, tatsächlich aber kurzfristig wertlos. Möglich war dies durch die Doppelfunktion von Médard Desprez als stellvertretendem Vorsitzenden der vereinigten Kaufleute und als Mitglied des Verwaltungsrates der Bank von Frankreich. Hinzu kam die Gutgläubigkeit von Schatzminister François Barbé-Marbois und das Abgelenktsein des Regenten durch Ereignisse wie seine Krönung zum Kaiser der Franzosen und Kriegsvorbereitungen. Beide durchschauten nicht, dass Ouvrard zur Behebung der zugespitzten Zwangslage nicht nur kein Geld aus Spanien herbeischaffte, sondern die Reserven des Staatsschatzes in Spanien investierte.

## Betrügereien und Zusammenbruch
Ouvrards Freunde, ausgestattet mit dem Lieferungsmonopol für Heer und Marine, nutzten die Situation, indem sie nun gegen Vorkasse lieferten. Der klare Rechtsbruch trat spätestens ein, als Desprez den Steuereinnehmern Quittungen statt der entwerteten Obligationen aushändigte und mit den Obligationen weiter verfuhr, als seien dafür noch Bareinnahmen zu erwarten. Schaffung von Falschgeld schimpfte Napoleon später diese Vorgehensweise.
Desprez’ ungehemmte Vergabe von Krediten sorgte außerdem dafür, dass die Bank von Frankreich bald nur noch 1,5 Millionen in der Kasse hatte, neben 92 Millionen Forderungen. Das skandalöse Geschäftsgebaren wurde ruchbar und es kam dazu, dass die Polizei 2000 aufgebrachte Menschen vor der Bank in Schach halten musste. Die Zahlungsunfähigkeit brachte auch Ouvrards spanischer Konsolidierungskasse den Bankrott.

## Nachwirkungen
Am 27. Januar 1806 mussten sich Frankreichs mächtigste Kapitaleigner neun Stunden lang einen zornigen Vortrag Napoleons anhören, dessen Drohungen von der Inhaftierung im Turm von Vincennes bis zur Zwangsverwaltung reichten. Napoleon vollzog die Entlassung von Schatzminister Barbé-Marbois und bezifferte die Gesamtschulden der vereinigten Kaufleute auf 87 Millionen Franken. Eine Nachrechnung erhöhte den Betrag bis zum 6. Februar auf 141 Millionen. Vanlerberghe und Ouvrard schafften es, bis Ende 1806 die Schulden auf 85 Millionen Franken herunterzuarbeiten. Im März 1808 waren sie dem Staat nur noch 13 Millionen schuldig. Unausweichlich war jedoch schon am 31. Dezember 1807 ein Konkurs der Mitglieder des Konsortiums.
Da Armand Seguin seine Gelder in die Geschäfte der Gesellschaft der vereinigten Kaufleute gegen eine feste Provision eingebracht hatte – er durfte nicht in vollem Umfang von den Gewinnen profitieren, war dafür aber durch Ouvrard und Vanlerberghe gegen denkbare Schäden abgesichert – konnte er bis 1829 gegen Ouvrard Ansprüche geltend machen und jenen von 1824 an in Haft zwingen. Barbé-Marbois erhielt zwei Jahre nach seiner Absetzung den Posten des Präsidenten des Rechnungshofes, war aber trotzdem 1814 einer der eifrigen Betreiber von Napoleons Sturz.